# Lăzărești (okręg Aluta)
Lăzărești – wieś w Rumunii, w okręgu Aluta, w gminie Bărăști. W 2011 roku liczyła 133 mieszkańców.